# Notogomphus maryae
Notogomphus maryae – gatunek ważki z rodziny gadziogłówkowatych (Gomphidae).